# 韦门德
韦门德，是匈牙利巴兰尼亚州所辖的一个村。总面积31.81平方公里，总人口1511，人口密度47.5人/平方公里（2011年1月1日）。